# Grok
Grok（グロック）は、xAIによって開発された、大規模言語モデル（LLM）に基づいた生成的人工知能チャットボットである。Xの全投稿データをリアルタイムに学習しており、イラストなどの画像生成機能に加え、最新のトピックに関する質問に回答できる。

## 概要
「Grok」という名称は、アメリカのSF作家であるロバート・A・ハインラインが1961年に書いたSF小説『異星の客』で用いた造語であり、火星語で「理解する」「認識する」という意味に由来する。
xAIによると、Grokはイギリスの脚本家ダグラス・アダムスが書いたSFシリーズである『銀河ヒッチハイク・ガイド』をモデルにしたAIであると述べ、「質問に対して少しウィットに富んだ答え方をするように設計されており、ユーモアが嫌いなユーザーは手を出さないように」と述べた。また、xAIを立ち上げたイーロン・マスクは、「ChatGPT等の他のAIモデルに比べると、Xへのリアルタイムアクセスと言うアドバンテージを持つことが大きな利点である」と述べた。
能力としては、生成した画像を編集すると「内容を無視した画像を出力するケース」があるなど、現時点では画像生成機能に未熟な面が見られる。また、文章の出力においては、性的・暴力的・違法な内容の規制が他のAIチャットボットより緩い。2025年5月には、無関係な会話の中で白人虐殺陰謀論を突然出力することもあった。

## 歴史

2024年12月まで使用されたGrokのロゴ

### Grok-1
2023年11月3日、マスクはBard（Google。現：Gemini）やChatGPT（OpenAI）に対抗するため、同社の最初の製品として独自の人工知能（AI）チャットボット「Grok」を開発していることを発表し、XのサブスクリプションプランであるX Premium+に提供すると発表した。同月にxAIは一部ユーザーを対象に大規模言語モデル（LLM）に基づいたチャットボットのプレビューを開始したが、早期アクセスプログラムへの参加は認証済みユーザーに限定されていた。Grokの開発期間は2か月で、テスト段階終了後にX Premium+の全ユーザーに提供すると発表した。
2023年12月7日、マスクはGrokをX Premium+ユーザー向けに本格提供すると明らかにした。
2023年12月8日、マスクはGrokが日本語対応になると共に、2024年初頭には全ての言語に対応すると発表した。
2024年3月11日、マスクはGrokをオープンソース化すると発表した。
2024年3月17日、マスクはGrokをGitHubでApache License 2.0で公開した。

### Grok-1.5
2024年4月12日、Grok-1.5 Vision（Grok-1.5V）を発表した。Grok-1.5Vは、文書や図、グラフ、スクリーンショット、写真などの様々な視覚情報が処理可能となった。

### Grok-2
2024年8月14日、Grok 2 mini（beta）を発表した。Xの投稿データを元にした画像生成機能が初めて搭載された。

2025年2月まで使用されたGrokのロゴ

2024年12月6日、Grokが無料ユーザー向けに条件付き（メッセージ送信は2時間ごとに最大10回まで）ではあるが開放された。
2025年1月9日、Grokのスタンドアロン型iOSアプリがApp Storeでリリースされた。同年2月14日にはスタンドアロン型AndroidアプリがGoogle Playにて事前登録が開始された。

### Grok-3
2025年2月17日、Grok 3を発表した。Grok 2と比較して10倍の計算リソースを用いて事前学習を完了させたという。

### Grok-4
2025年7月9日、最新の主力AIモデルであるGrok-4と4-Heavyを、Grokのその他のアップデートとともに発表した。
xAIは、この最新モデルがHumanity's Last ExamやARC-AGIなど、複数のベンチマークで最高レベルのパフォーマンスを達成し、GoogleのGemini 2.5 ProやOpenAIのChatGPT o3などの競合モデルよりも優れた性能を発揮すると主張している。

### DOGEの活動のための利用
4月8日、ロイターは、イーロン・マスクが率いる第2次トランプ政権の政府効率化省（DOGE）が「大々的に」マスクのGrok AIチャットボットを連邦政府内で利用していることを報じた。また、トランプが指名した政府職員がDOGEはAIを使用してメッセージアプリなどのコミュニケーションを監視していると述べたこと、情報源の一人が「私たちはDOGEがトランプへの反対やマスクへの反対の発言を探していると言われました」と話したことも報じている。

### アイルランドデータ保護委員会の調査
2025年4月11日、アイルランドデータ保護委員会（DPC）は、EUユーザーがX上に投稿した公開投稿に含まれる個人データを、生成的AIモデル、特にGrokの大規模言語モデル（LLM）の訓練目的での処理に関する調査の開始を発表した。
この調査は、Xによって管理されていたデータの一部、特にヨーロッパコミュニティのユーザーによってプラットフォームに投稿された公開投稿に含まれる、個人データの使用に関する広範な問題を検討するものであるとされている。調査の実施はデータ保護委員（Commissioners for Data Protection）によって決定され、X社に対して通知された。

## トレーニング
Grokは独自開発の大規模言語モデル「Grok-1」が使用され、2か月にわたってトレーニングが行われる。330億のパラメータからトレーニングしたプロトタイプ「Grok-0」より推論およびコーディング能力を強化させ、「HumanEval」等のいくつかのLLM評価指標でベンチマークが行われた結果から、GPT-3.5やLLaMa 2を上回る結果を達成した。